# Santiago Lorenzo
Santiago Lorenzo, född 4 maj 1978, är en argentinsk friidrottare. Han deltog vid olympiska sommarspelen 2004.